# 메이플라워 서약

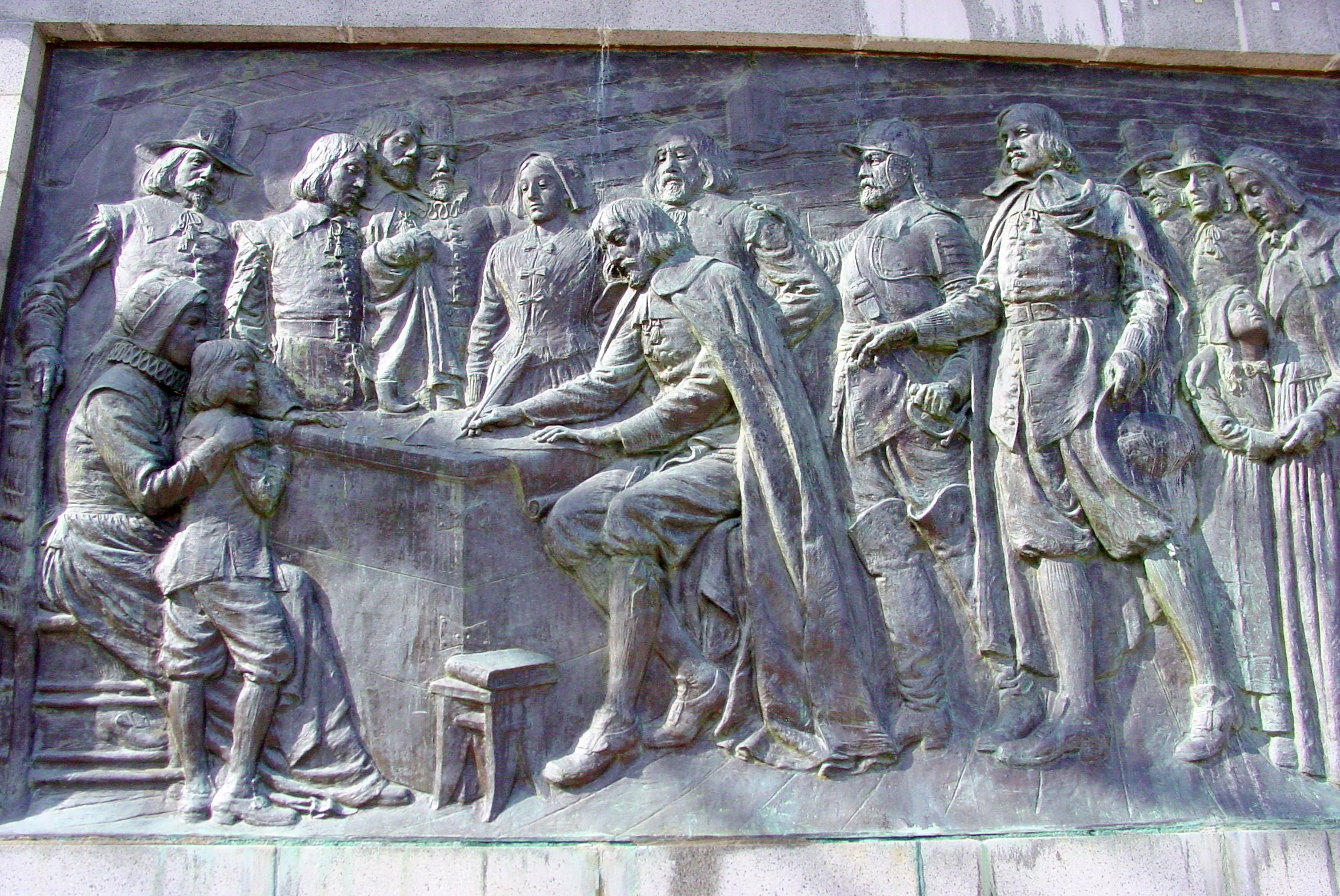
메이플라워 서약을 묘사하는 부조, 필그림 기념관 아래의 프라빈스타운 브래드퍼드 가

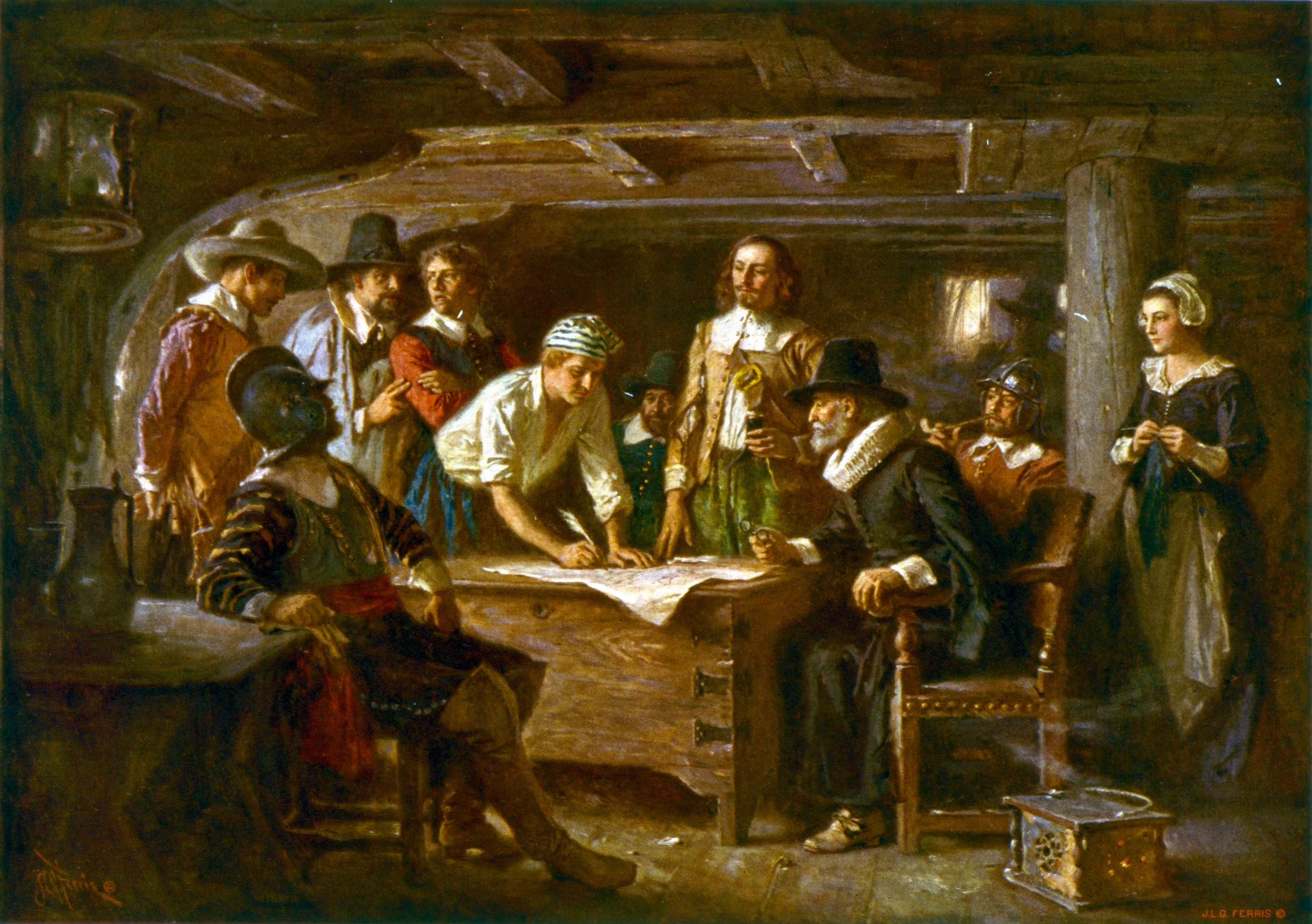
메이플라워 서약, 진 레온 제롬 페리스 그림

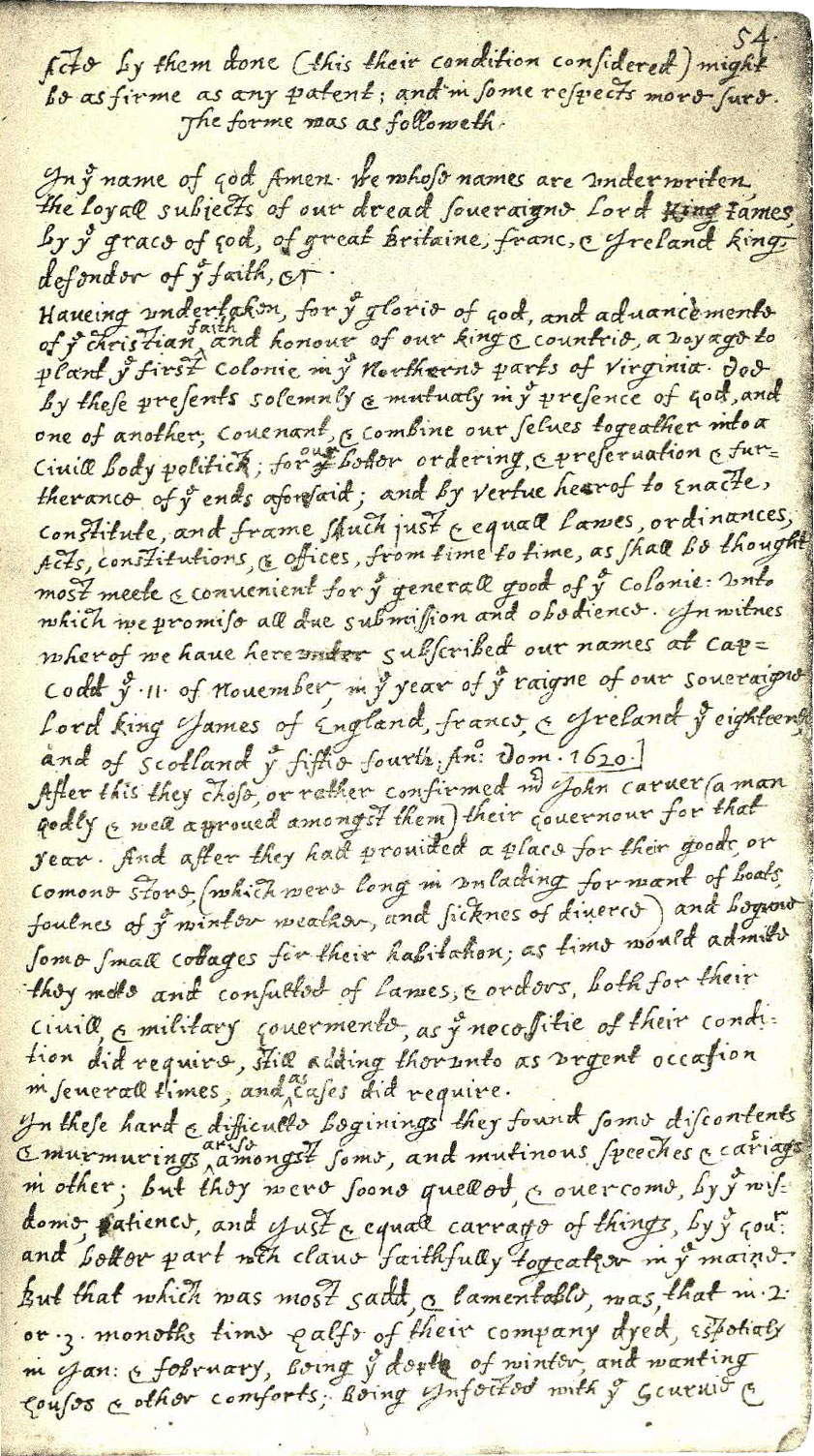
브래드포드의 서약 필사본

메이플라워 서약(Mayflower Compact)은 일명 ‘메이플라워 계약’으로 불리며, 메이플라워 호를 타고 북아메리카에 온 필그림 파더스가 플리머스 식민지에 정착하기 전 체결한 서약서이다. 식민지 사람의 절반은 영국 국교회에서 벗어나 기독교 신앙의 자유를 요구했던 분리파 집단의 일부였다. 메이플라워 서약은 1620년 11월 21일(율리우스력 11월 11일)에 케이프코드 주변 현재 프라빈스타운 항구에서 메이플라워 호에 타고 있던 102명의 승객 중 41명이 서명했다.

## 서약 이유
메이플라워 호는 당초 런던 버지니아 회사에서 영국 왕실이 칙허한 땅인 허드슨강 하구를 목적지로 잡았다. 그러나 긴 여정과 추운 겨울이 닥쳐왔기 때문에 목적지보다 훨씬 북쪽에 있는 현재 매사추세츠주에 상륙하자는 결의안이 제출되었다. 이것은 "이방인"(종교 집회의 회원이 아니었던 개척자들) 중에서 버지니아 회사가 허가한 영토에 개척지가 만들어지는 것이 아니기 때문에, "자신들이 자유를 행사할 수 있는 아무 권한을 가지고 있지 않다."라는 불만이 흘러나왔다. 이 불만을 해소하기 위하여 다른 식민지 사람들은 대부분 하나의 정부를 수립하기로 했다. 메이플라워 호의 승객은 1620년 11월 플리머스에 도착했다.(플리머스라는 지명은 존 스미스 선장이 이전에 명명했다.) 개척자들은 메이플라워 호를 타고 출항했던 영국의 데본 주에 있는 항구를 기리는 의미에서 그 개척지를 "플리머스"(Plymouth)라고 불렀다.
메이플라워 서약은 동시에 다수결 원리 모델을 기반으로 하며 (서명자의 수는 많지 않았지만), 개척자들의 국왕에 대한 충성을 기반으로 했다. 기본적으로 개척자들이 살아남기 위해 서약 규칙과 규정을 준수할 것에 동의하는 사회 계약이 되었다.

## 내용
메이플라워 서약 원본은 분실되었지만, 에드워드 윈슬로우가 쓴 《모트 이야기》(Mourt's Relation), 윌리엄 브래드퍼드의 저널 ‘플리머스 농장에 대해’(Of Plymouth Plantation)의 사본 내용이 일치하여 정확한 것으로 인정받았다. 브래드퍼드 필사본은 매사추세츠주 주립 도서관의 특별 보관실에 보관되어 있다. 브래드퍼드 필사본에는 다음과 같이 설명되어 있다.
하나님의 이름으로 아멘. 아래에 서명한 우리는 대영제국, 프랑스 및 북아일랜드의 신, 국왕, 신앙의 수호자, 등등의 은총을 통해, 숭배하는 군주인 국왕 제임스 1세(잉글랜드 왕) 제임스의 충실한 신민이다.
하나님의 영광과 기독교 신앙의 진흥 및 국왕과 국가의 명예를 위해 버지니아 북부에 최초의 식민지를 건설하기 위해 항해를 계획했고, 개척지에서 질서와 유지, 위의 목적의 촉진을 위해서 하나님과 서로의 앞에 엄숙하게 서로 계약을 체결하며, 우리 스스로 민간 정치체제를 결성할 것을 결정했다. 이것을 제정하여 우리 식민지의 총체적인 이익을 위해 식민지의 사정에 가장 잘 맞다고 생각되는 정당하고, 평등한 법률, 조례, 법, 헌법이나 직책을 만들어, 우리 모두 당연히 복종과 순종할 것을 약속한다.

이곳 케이프코드에서 우리의 이름을 서명한 바와 같다. 제임스 영국 국왕이 통치하며, 프랑스, 아일랜드 11년째, 그리고 스코틀랜드 54년째 통치년, 서기 1620년 11월 11일

## 서명자
서명한 아래의 41명의 승객 목록은 브래드퍼드 조카 나다니엘 모튼이 1669년에 쓴 《뉴잉글랜드 기념》(New England's Memorial)에 기록되어 있다. 이와 관련된 초기의 기록은 남아 있지 않다.
| 1. 존 카버 2. 윌리엄 브래드포드 3. 에드워드 윈슬로우 4. 윌리엄 브루스터 5. 아이작 앨러튼 6. 마일즈 스탠디시 7. 존 알덴 8. 사무엘 풀러 9. 크리스토퍼 마틴 10. 윌리엄 멀린 | 1. 윌리엄 화이트 2. 리처드 워런 3. 존 하우랜드 4. 스티븐 홉킨스 5. 에드워드 틸리 6. 존 틸리 7. 프랜시스 쿡 8. 토마스 로저스 9. 토마스 틴커 10. 존 릿지데일 | 1. 에드워드 풀러 2. 존 터너 3. 프랜시스 이튼 4. 제임스 칠튼 5. 존 크랙스튼 6. 존 빌링튼 7. 죠지즈 플레쳐 8. 존 굿맨 9. 디거리 프리스트 10. 토마스 윌리엄즈 | 1. 길버트 윈슬로 2. 어드먼드 마지슨 3. 피터 브라운 4. 리처드 비타릿지 5. 조지 소울 6. 리처드 클라크 7. 리처드 가디너 8. 존 앨러튼 9. 토마스 잉글리시 10. 에드워드 도텐 11. 에드워드 레스터 |

토마스 프린스의 1736년 저서 《뉴잉글랜드 연대별 역사》(A Chronological History of New-England in the form of Annals)에서는 동일한 목록이 동일한 순서로 실려 있지만 몇 가지가 수정되어 있다. 프린스는 브래드포드 주지사가 필사한 목록에서 찾아낸 10명의 이름에 "씨"(Mr. )를 보충했다. 브래드퍼드의 이름에 "씨"가 없는 것은 브래드퍼드 겸양에 의한 것으로 생각했다. 또한 스탠디시는 "캡틴"(Capt.)을 추가했다. 5명의 이름(John Crackston, Moses Fletcher, Degory Priest, Richard Briterige, 그리고 Ed Dotey.)은 철자를 수정했다. 게다가 프랜시스 ‘쿡’(Francis Cook)과 리처드 ‘클러크’(Richard Clarke)라고 표기를 했다. 그러나 윌리엄 브래드포드의 저널 《플리머스 플랜테이션에 대해》(Of Plymouth Plantation)에서는 프랜시스 쿡을 Francis Cooke으로 리처드 클라크를 Richard Clarke로 모두 성에 e를 붙여서 썼다.

## 같이 보기
- 필그림 파더스
- 플리머스 식민지